# HIP 85605
HIP 85605は、ヘルクレス座にある視等級11.03の恒星である。M型赤色矮星またはK型主系列星で、太陽からは18-28光年離れている。かつてはより明るいHIP 81607の伴星であると考えられていたが、現在は見かけの二重星だと信じられている。
1997年のヒッパルコスによる視差は202masであり、太陽系からの距離は16.1光年であった。2007年、ファン・リューエンはこの値を147mas、22.2光年と改訂した。視差147masだと、HIP 81605は、太陽から近い恒星の100番以内に入らない。2014年、HIP 81605は24万年から47万年以内に太陽から0.13-0.65光年の距離に近づくと推定された。もしこの恒星が本当に太陽の近くを通過するのであれば、その重力の影響によってオールトの雲内の彗星の軌道を乱し、そのいくつかが太陽系の内側に入ってくる可能性がある。しかしこの恒星までの距離は確定しておらず、もっと明るいものがもっと遠くにある可能性もあり、ヘルツシュプルング・ラッセル図からはこの可能性の方がありそうである。
ただし、HIP 85605の視差のデータに大幅な誤差があり、仮に現在、太陽から200光年の位置にHIP 85605があるとすると、280万年後に単に太陽から30光年の距離を通過するだけになる。